# Cradley Heath
Cradley Heath – miasto w Anglii, w hrabstwie ceremonialnym West Midlands, w dystrykcie metropolitalnym Sandwell. Leży 12 km na zachód od miasta Birmingham i 172 km na północny zachód od Londynu.